# جي كونف
جي كونف (بالإنجليزية: GConf)‏ هو نظام يستخدم من قبل بيئة جنوم لتخزين إعدادات التهيئة لسطح المكتب والتطبيقات. التغيرات لهذا النظام مراقبة من قبل برنامج مراقبة هو جي كونف دي GConfd.